# 翡翠之城 (電影)
《翡翠之城》，是出身於緬甸的華裔導演趙德胤執導的紀錄片作品。影片獲得第53屆金馬獎的最佳原創電影音樂。

## 作品介紹
繼前作《挖玉石的人》拍攝在緬甸克欽邦的玉石礦場工人，導演將攝影機轉向拍攝同在克欽邦的帕敢玉石礦場擔任工頭的大哥身上。歷時三年拍攝，透過探索大哥為何因為挖礦工作染上毒癮、甚至斷絕與家人的聯繫、最後鋃鐺入獄的原因以外，也將大哥的犧牲與自己獲得資源得以至台灣求學作為回顧與對照。除了刻劃導演心境外，也描繪出緬甸眾多投身玉石場工作以求一夕致富的工人在貧窮、紛亂社會下的縮影。

## 獎項
| 類別               | 頒獎日期       | 獎項             | 入圍者／作品 | 結果 | 參考 |
| ------------------ | -------------- | ---------------- | ------------ | ---- | ---- |
| 臺北電影節         | 2016年7月16日  | 最佳音樂獎       | 林強         | 獲獎 |      |
| 金馬獎             | 2016年11月26日 | 最佳紀錄片       | 《翡翠之城》 | 提名 |      |
| 金馬獎             | 2016年11月26日 | 最佳原創電影音樂 | 林強         | 獲獎 |      |
| 山形國際紀錄片影展 | 2017年10月12日 | 千波萬波特別賞   | 《翡翠之城》 | 獲獎 |      |

## 外部連結
- 爛番茄上《翡翠之城》的資料（英文）
- AllMovie上《翡翠之城》的资料（英文）
- 豆瓣电影上《翡翠之城》的資料 （简体中文）
- 时光网上《翡翠之城》的資料（简体中文）
- 香港影庫上《翡翠之城》的資料（繁體中文）
- 開眼電影網上《翡翠之城》的資料（繁體中文）
- 互联网电影数据库（IMDb）上《翡翠之城》的资料（英文）